# إدوارد إتش جيبسون
إدوارد إتش جيبسون (بالإنجليزية: Edward H. Gibson)‏ هو عسكري أمريكي، ولد في 4 يوليو 1872 في بوسطن في الولايات المتحدة، وتوفي في 25 أبريل 1942.